# 北海道道398号北見枝幸停車場線
北海道道398号北見枝幸停車場線（ほっかいどうどう398ごう きたみえさしていしゃじょうせん）は、北海道枝幸郡枝幸町内を結ぶ一般道道（北海道道）である。

## 概要
「3・5・3高砂通」の別名があり、枝幸町の中心部を通る。起点には西條百貨店枝幸店があるなど沿線には商業施設が多く、枝幸町役場も近い。町ではこの路線を商業の中心地として位置づけており、統一感のある街並みや歩道バリアフリー化など、活性化させて魅力ある通りにする構想がある。

### 路線データ
- 起点：北海道枝幸郡枝幸町幸町（宗谷バス枝幸ターミナル、町道常盤町線・同興浜線通交点）
- 終点：北海道枝幸郡枝幸町南浜町（国道238号交点）
- 路線延長：0.5 km（総延長）

## 歴史
- 1961年（昭和36年）3月31日 路線認定[1]。

## 路線状況

### 重複区間
- 枝幸町幸町 - 枝幸町南浜町（北海道道1069号ウエンナイ幌内保線）

## 地理

### 通過する自治体
- 宗谷総合振興局
  - 枝幸郡枝幸町

### 交差する道路
枝幸町
- 北海道道1069号ウエンナイ幌内保線 - 幸町、南浜町（重複）
- 国道238号 - 南浜町（終点）

### 沿線にある施設など
枝幸町
- 西條枝幸店 - 栄町301-1
- セイコーマート枝幸栄町 - 栄町649-4
- 宗谷南農業協同組合本所 - 本町156
- 枝幸郵便局 - 本町279-1